# Feldherrnhalle

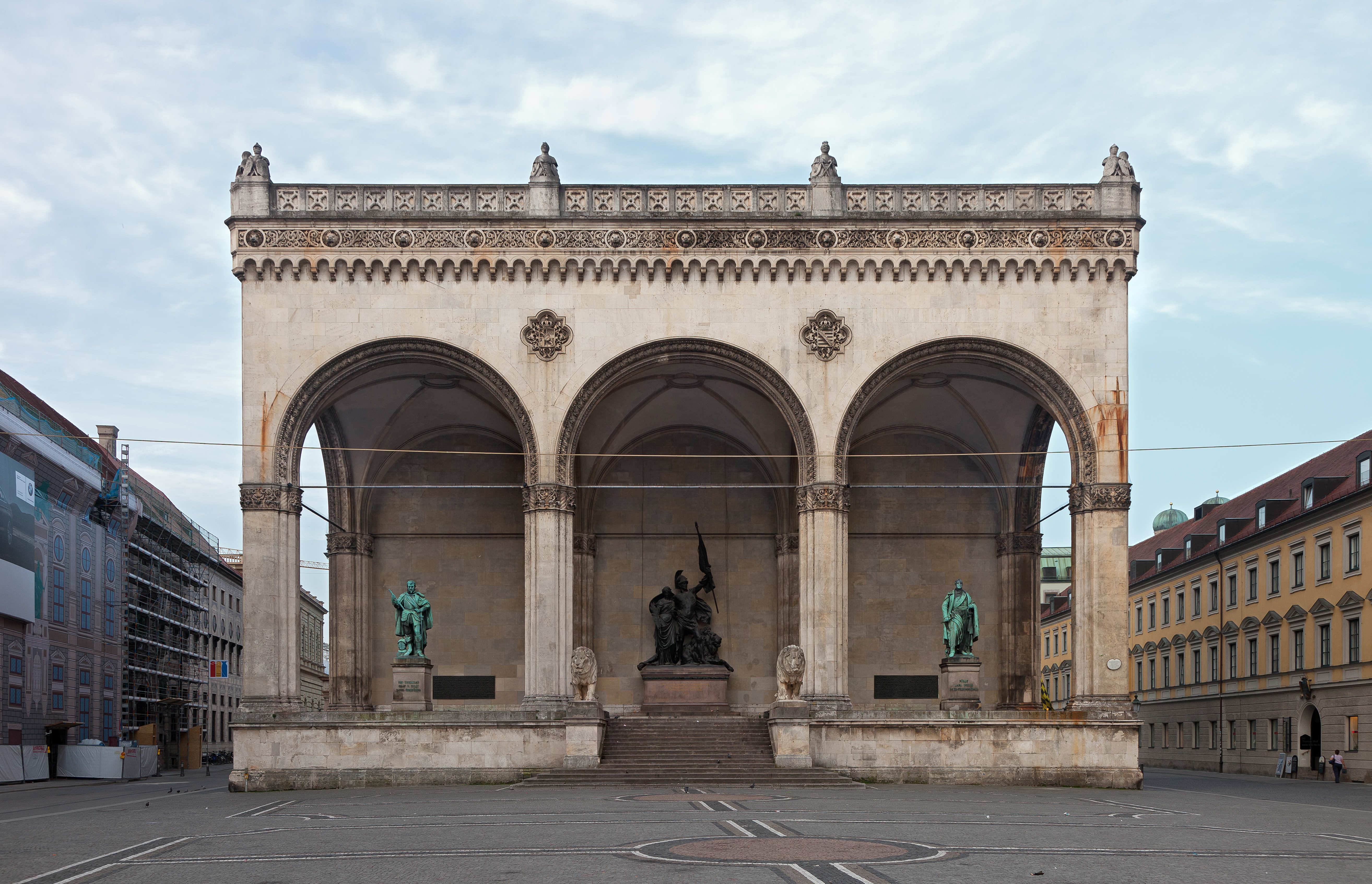
La loggia sull'Odeonsplatz

La Feldherrnhalle (Loggia dei Marescialli) è una loggia che si trova a Monaco di Baviera, nell'Odeonsplatz.

## Architettura

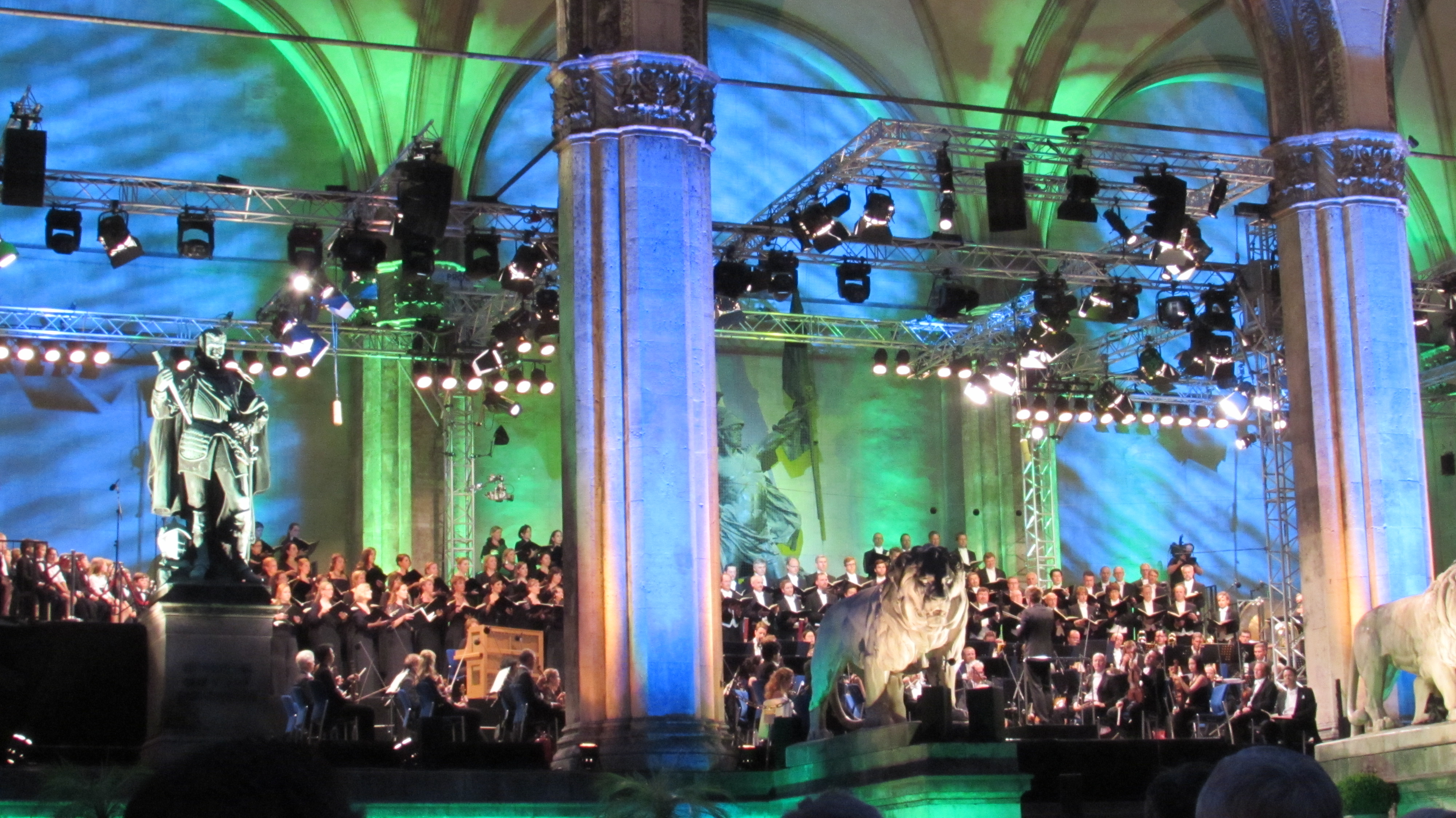
Utilizzo della Feldherrnhalle, che ospita un'orchestra

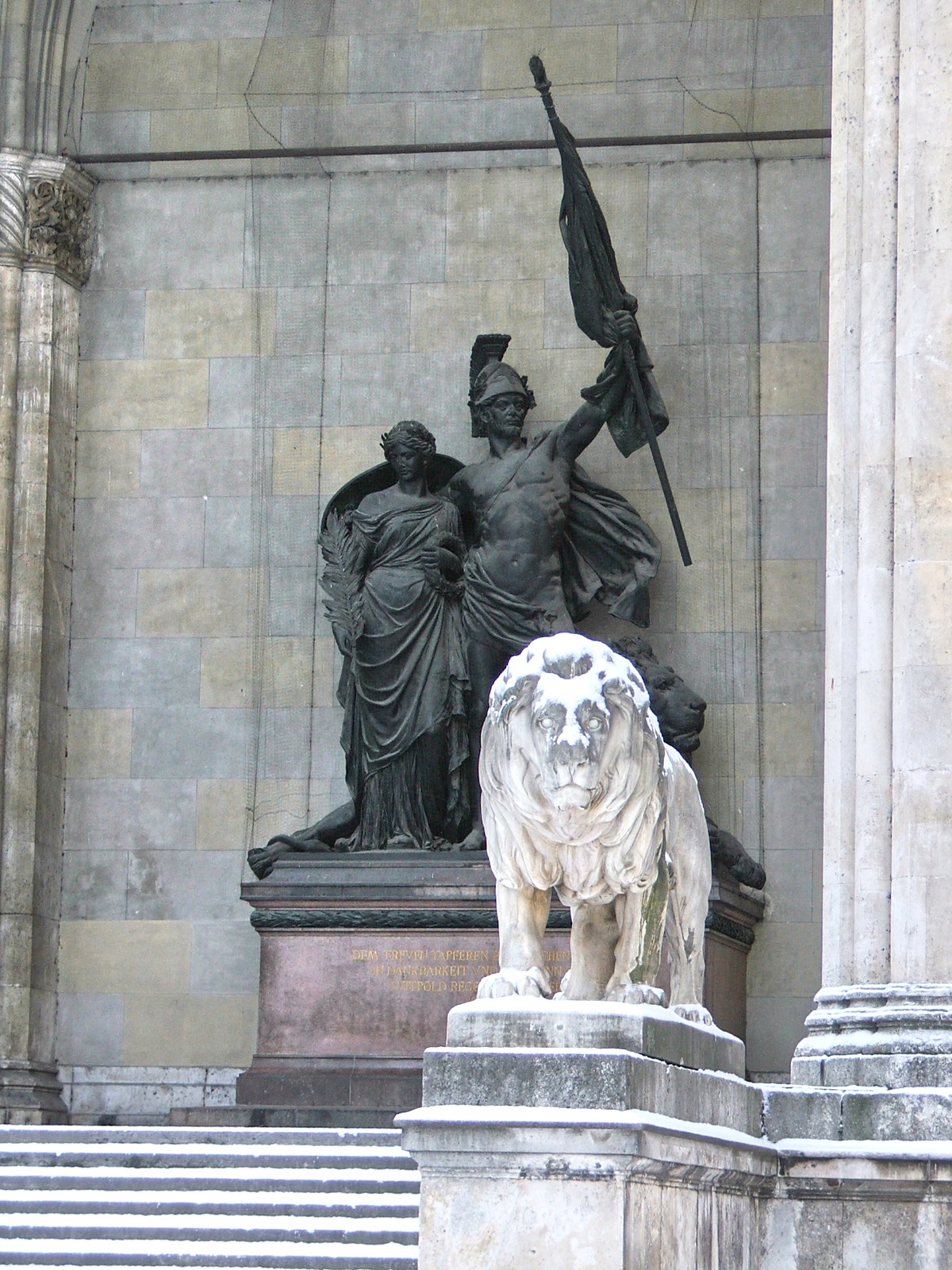
La statua rappresentante l'esercito bavarese

La loggia venne costruita tra il 1841 ed il 1844 su progetto di Friedrich von Gärtner, per volere di Ludwig I. La loggia venne costruita sul luogo su cui prima sorgeva lo Schwabinger Tor, adiacente al Palais Preysing, e per il progetto Gärtner s'ispirò alla Loggia della Signoria di Firenze. La loggia venne costruita per onorare gli eroi della Baviera. È alta 20 metri, ha una tripla arcata e vi si accede mediante una scalinata posta al centro. Le sculture dei leoni poste ai lati della scalinata, opera di Wilhelm von Rümann, vennero aggiunte nel 1906.
La loggia ospita le statue del conte di Tilly, condottiero della guerra dei Trent'anni, del principe von Wrede, maresciallo dell'età napoleonica ed un'allegoria dell'esercito bavarese: tutte le statue sono opera di Ferdinand von Miller.

## Luogo storico
Qui ebbe fine il Putsch della birreria di Monaco tentato da Adolf Hitler nel 1923, che costò la morte a sedici suoi camerati proprio davanti all'edificio medesimo. Per questo motivo, la Feldherrnhalle divenne un luogo importante della propaganda nazista dal 1933 al 1945. I passanti furono obbligati a salutare davanti al monumento per i morti del 1923. Fino ad oggi, la Feldherrnhalle detiene un alto valore simbolico, storico e politico.